# 青山友香
青山 友香（あおやま ゆか、1988年7月7日 - ）は、日本の女子バスケットボール選手である。ポジションはフォワード。
滋賀県出身。滋賀女子高校卒業後の2007年にアイシン・エィ・ダブリュに入社、同社のバスケットボール部でWJBL所属のアイシン・エィ・ダブリュ ウィングスに入部する。2013-14シーズンにはサブキャプテンを務めた。2014年に引退。選手としての7シーズンで通算97試合に出場した。